# Grammy Award para melhor performance vocal feminina de R&B
Prêmio Grammy de Melhor Performance Feminina de Rhythm and blues (do inglês: Grammy Award para Best Female R&B Vocal Performance foi uma das categorias da Grammy Awards, concedido para os artistas de gravação de obras de qualidade nos álbuns do gênero musical "R&B contemporâneo". As várias categorias são apresentadas anualmente pela National Academy of Recording Arts and Sciences dos Estados Unidos em "honra da realização artística, proficiência técnica e excelência global na indústria da gravação, sem levar em conta as vendas de álbuns ou posições nas tabelas musicais".
Esta categoria já passou por várias mudanças de nome, em 1968 foi inicialmente Best R&B Solo Vocal Performance, Female, em 1969 mudou para Best R&B Performance, Female, de 1970 até 1994 foi conhecida como Best R&B Vocal Performance, Female de 1995 até agora é chamada de ' Best Female R&B Vocal Performance. Aretha Franklin é a recordista absoluta dessa catégoria com 11 vitórias, sendo oito consecutivas. O segundo lugar fica com Anita Baker com apenas 4 vitórias. Aretha também foi a artista mais indicada para a catégoria com 23 indicações.
O prémio será alterado a partir de 2012 numa grande revisão de categorias do Grammy. A partir de 2012, todos de solo e duo / grupo vocal performances na categoria R&B vai ser transferido para a recém-formada categoria Best R&B Performance.
Em 2012, a categoria passou a designar-se por "Best R&B Performance". Esta alteração reflecte o ano em que o Grammy Awards foram apresentados, para as obras lançadas no ano anterior.

## Vencedores e indicados
| Ano  | Artista           | Obra                                          | Indicados | Ref.  |
| ---- | ----------------- | --------------------------------------------- | --- | ----- |

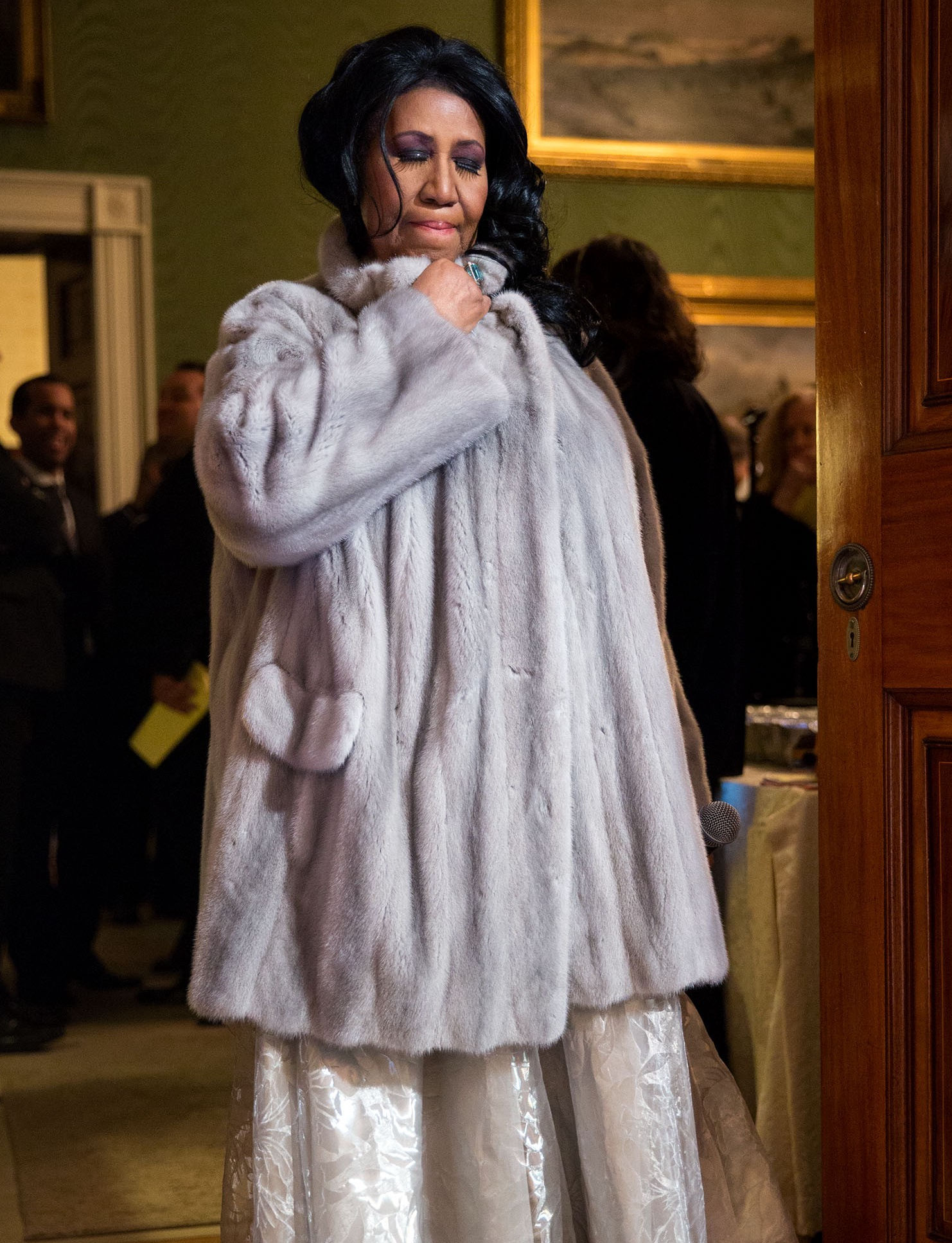
Aretha Franklin foi a primeira vencedora da categoria em 1968. Franklin conquistou 11 prêmios no total, sendo o principal nome da história da categoria.

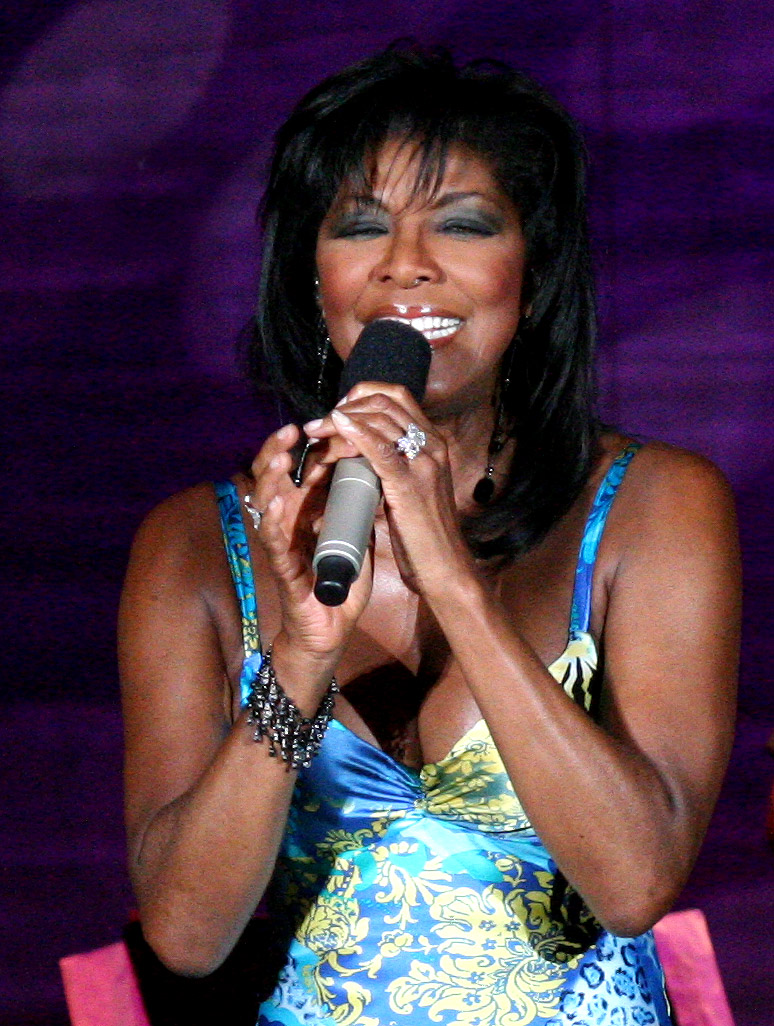
Natalie Cole possui 2 vitórias (em 1976 e 1977) e 6 indicações.

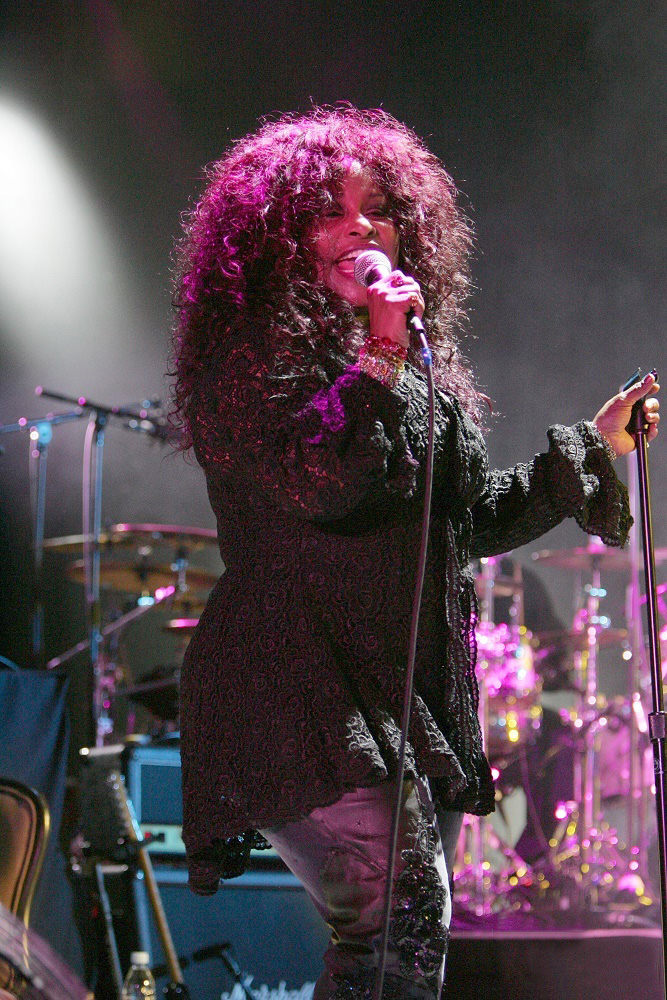
Chaka Khan, vencedora em 1984, 1985 e 1993.

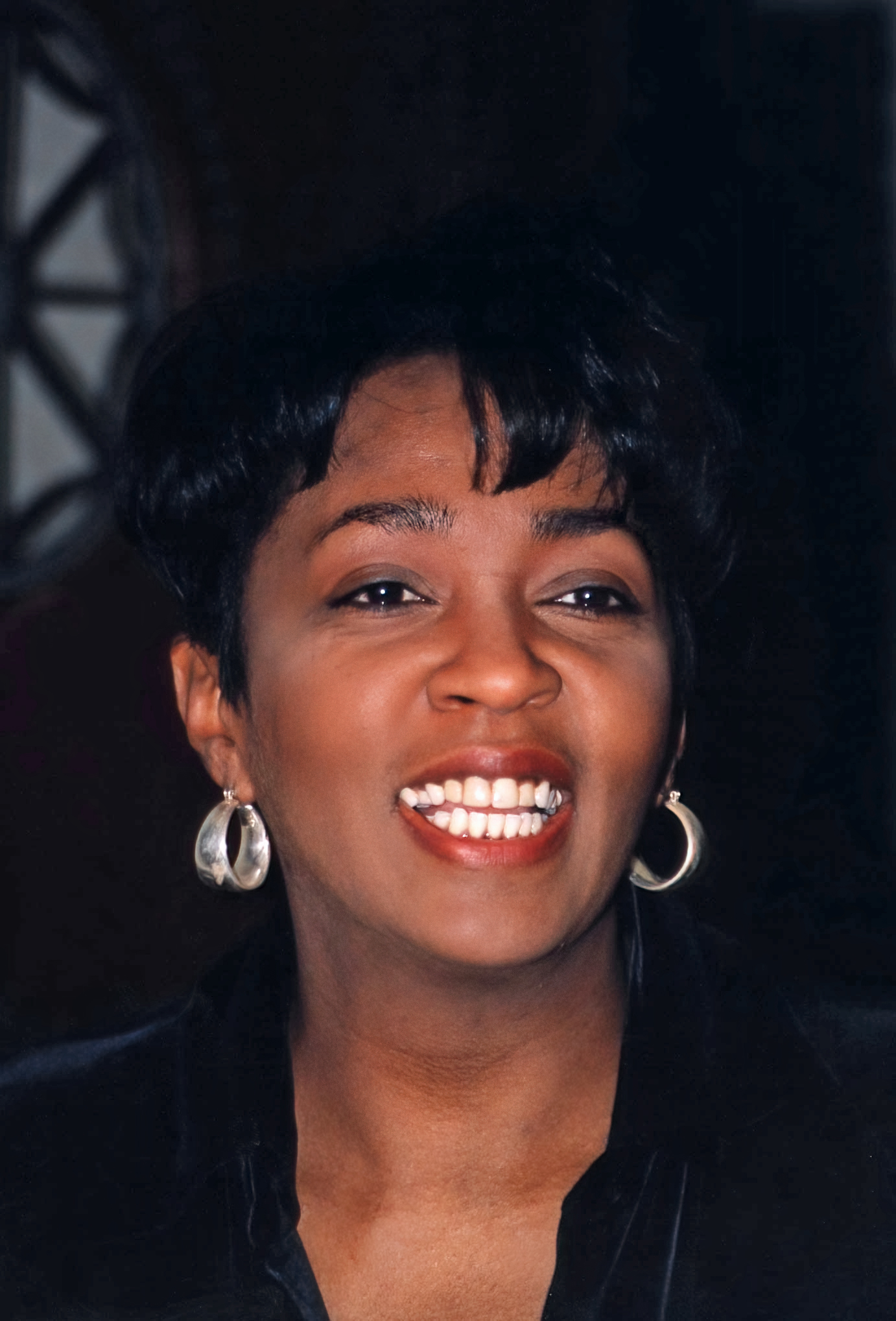
Anita Baker possui cinco vitórias na categoria, a primeira destas em 1987.

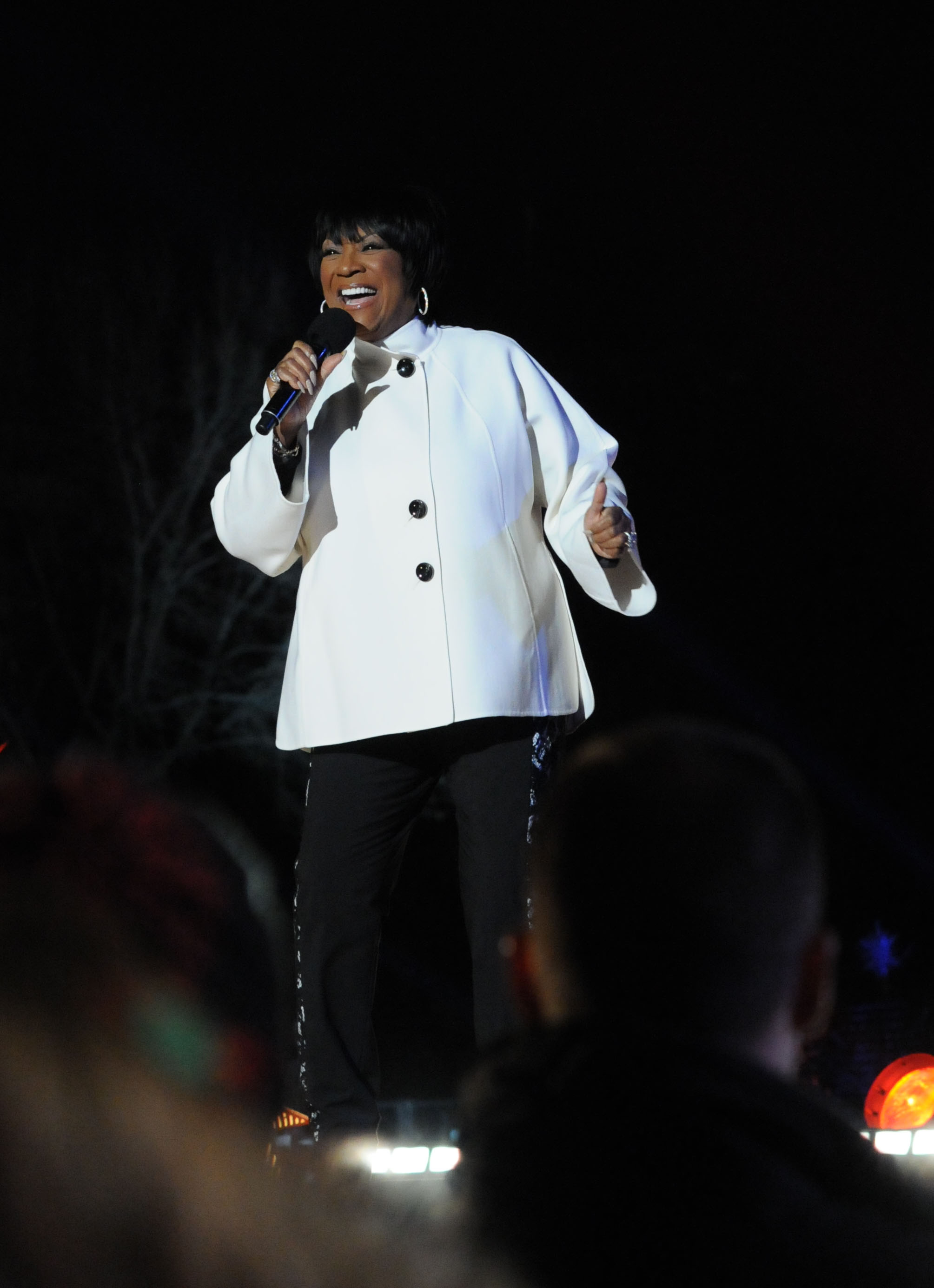
Patti LaBelle, vencedora em 1992 e indicada em outras 6 edições da categoria.

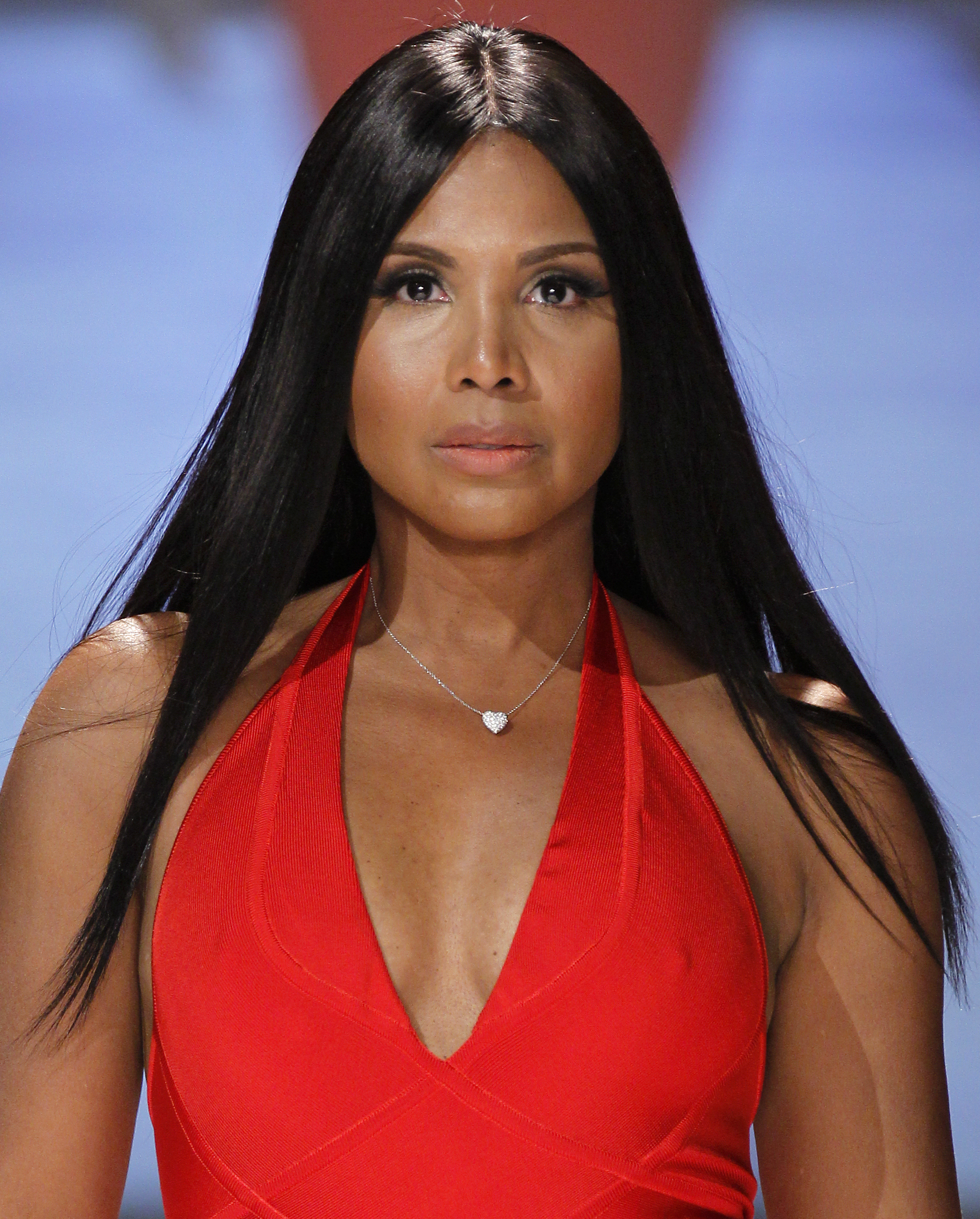
Toni Braxton, vencedora da categoria em 1994, 1995, 1997 e 2001.

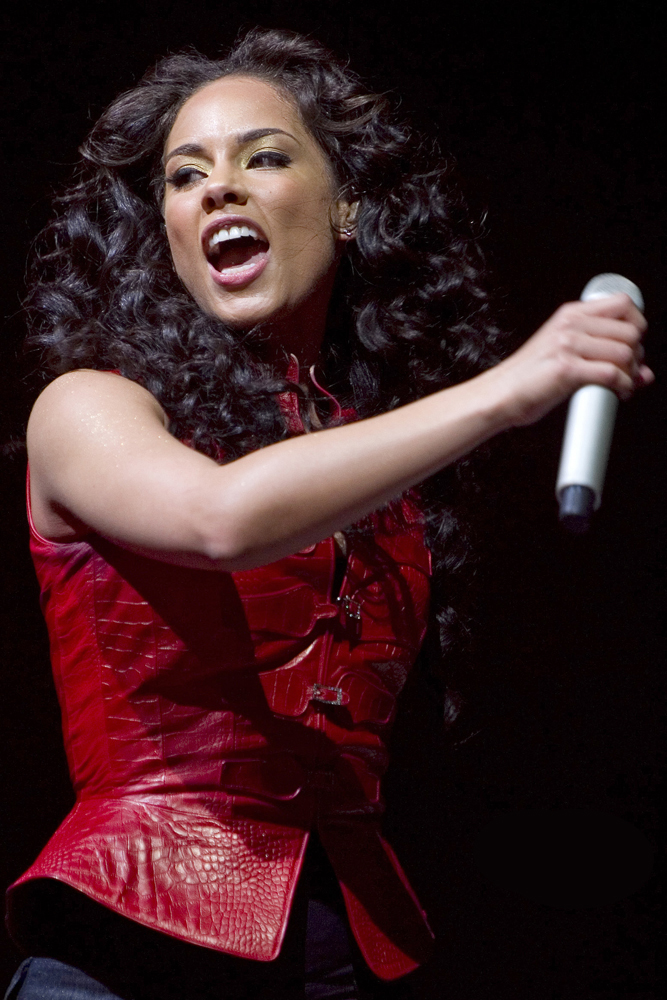
Alicia Keys possui quatro vitórias na categoria, a primeira em 2002.

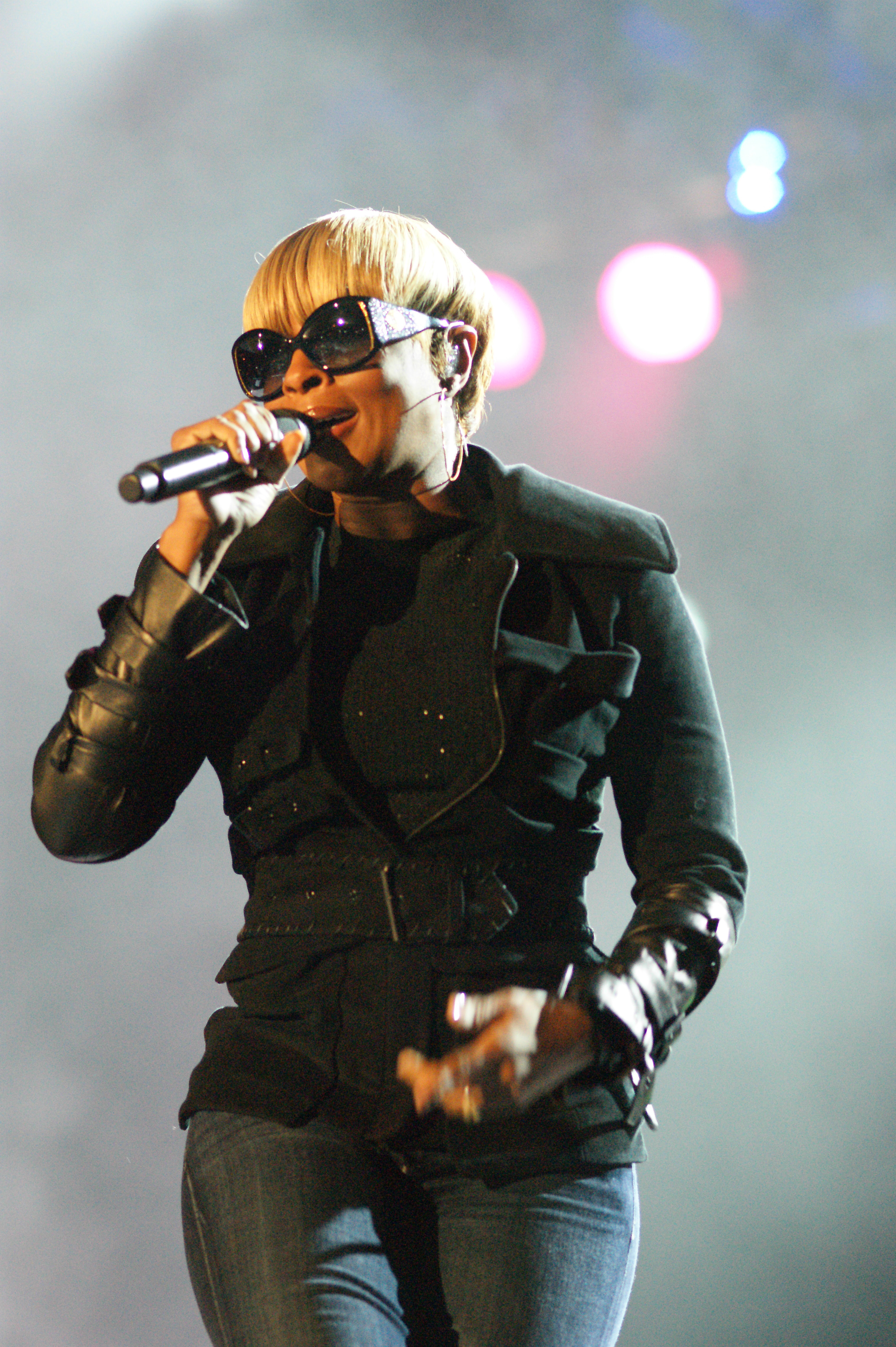
Mary J. Blige possui 2 vitórias (em 2003 e 2007) e outras 7 indicações.

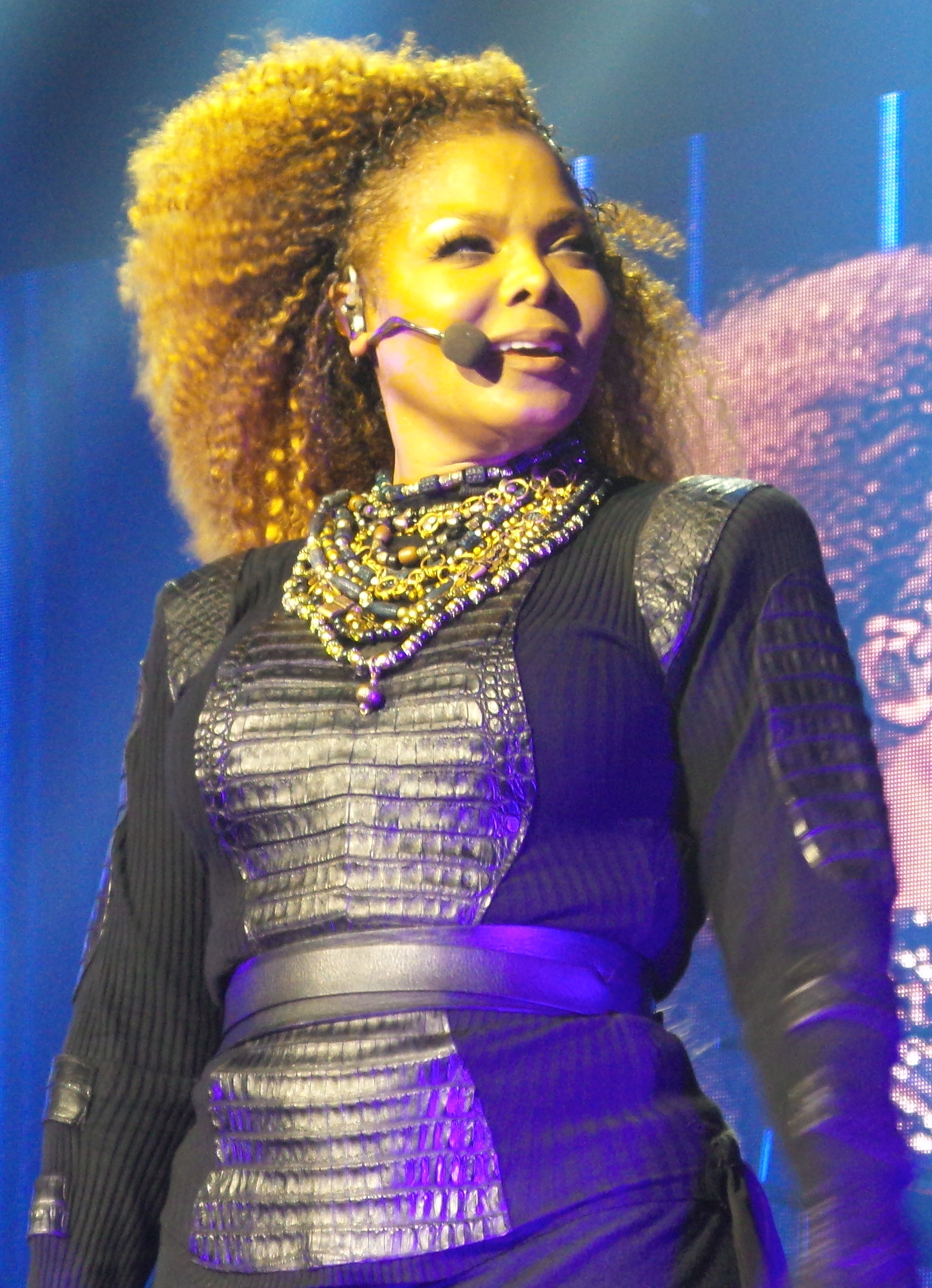
Janet Jackson possui 6 indicações sem nenhuma vitória na categoria.

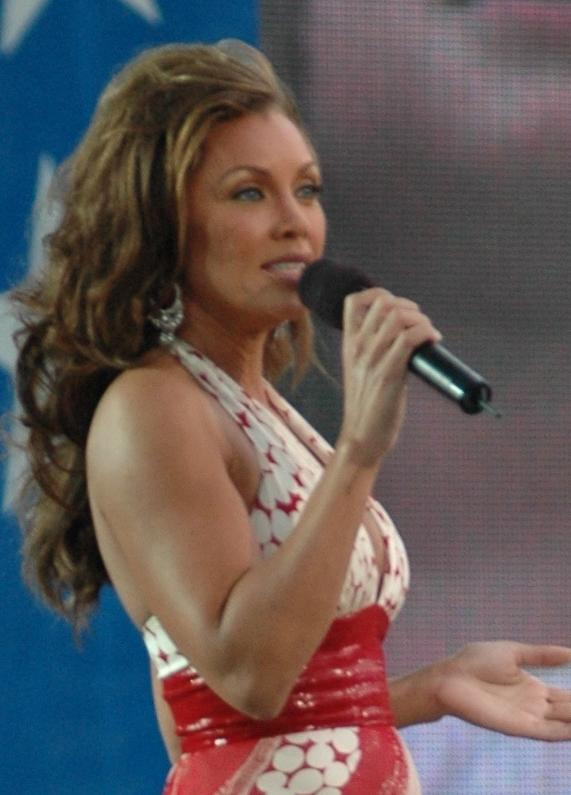
Vanessa L. Williams possui 5 indicações sem nenhuma vitória na categoria.

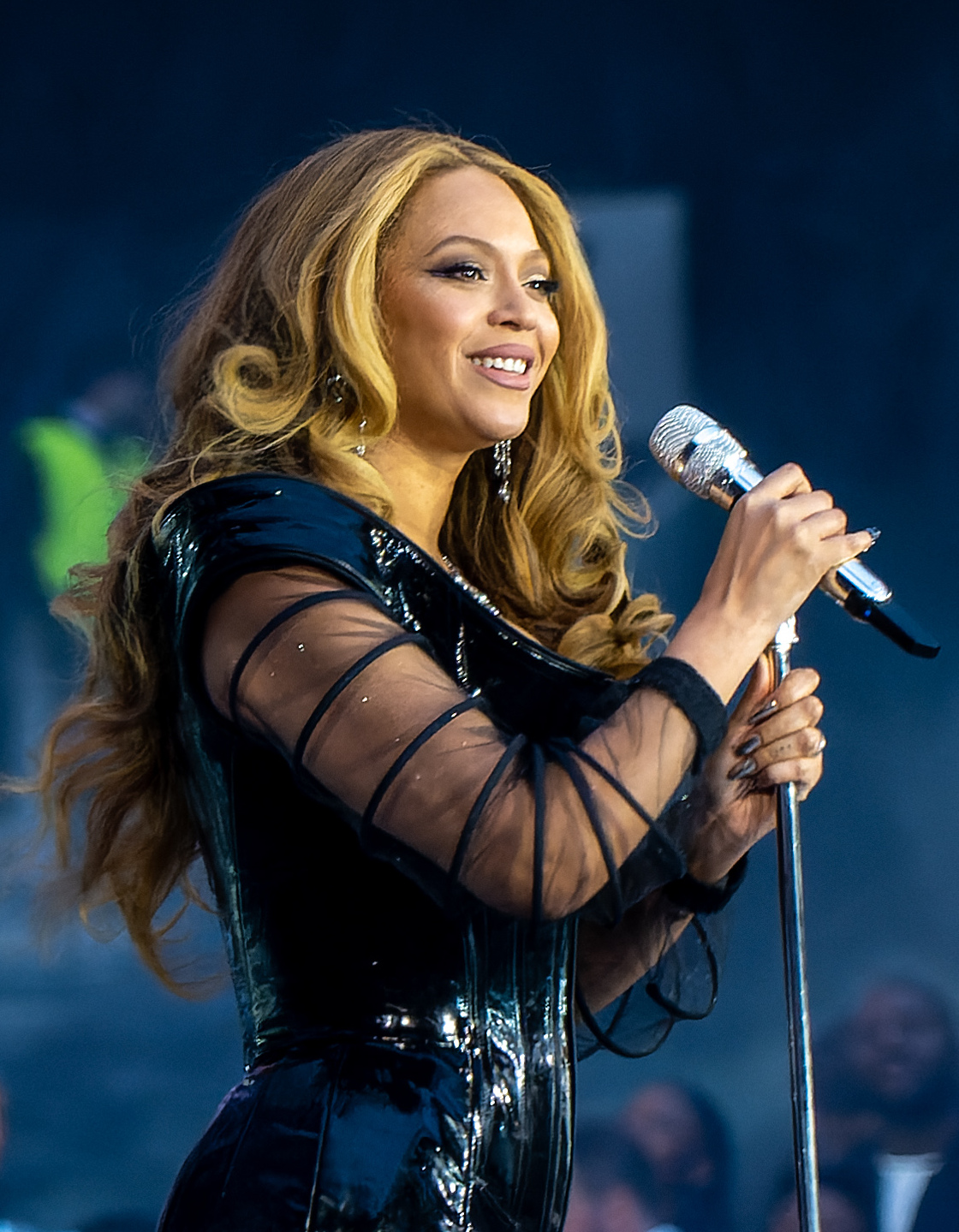
Beyoncé venceu a categoria em 2004 e 2010 por suas canções "Dangerously in Love 2" e "Single Ladies (Put a Ring on It)".

| 1968 | Aretha Franklin   | "Respect"                                     | - Nina Simone — "(You'll) Go To Hell" - Gladys Knight — "I Heard It Through the Grapevine" - Etta James — "Tell Mama" - Carla Thomas — The Queen Alone |       |
| 1969 | Aretha Franklin   | "Chain of Fools"                              | - Ella Washington — "He Called Me Baby" - Barbara Acklin — Love Makes a Woman - Erma Franklin — "Piece of My Heart" - Etta James — "Security" |       |
| 1970 | Aretha Franklin   | "Share Your Love With Me"                     | - Dee Dee Warwick]] — "Foolish Fool" - Tina Turner — "The Hunter" - Ruth Brown — "Yesterday" - Gloria Taylor — "You Gotta Pay the Price" |       |
| 1971 | Aretha Franklin   | "Don't Play That Song"                        | - Nina Simone — Black Gold - Esther Phillips — "Set Me Free" - Dee Dee Warwick]] — "She Didn't Know" - Candi Staton — "Stand by Your Man" |       |
| 1972 | Aretha Franklin   | "Bridge Over Troubled Water"                  | - Freda Payne — Contact - Diana Ross — "I Love You (Call Me)" - Jean Knight — "Mr. Big Stuff" - Janis Joplin — Pearl |       |
| 1973 | Aretha Franklin   | Young, Gifted and Black                       | - Betty Wright — "Clean Up Woman" - Esther Phillips]— "From a Whisper to a Scream" - Candi Staton — "In the Ghetto" - Merry Clayton — "Oh No Not My Baby" |       |
| 1974 | Aretha Franklin   | "Master of Eyes"                              | - Esther Phillips — "Alone Again (Naturally)" - Etta James — Etta James - Ann Peebles — "I Can't Stand the Rain" - Sylvia Robinson — "Pillow Talk" |       |
| 1975 | Aretha Franklin   | "Ain't Nothing Like the Real Thing"           | - Ann Peebles — "You Keep Me Hangin' On" - Millie Jackson — "(If Loving You Is Wrong) I Don't Want to Be Right" - Etta James — "St. Louis Blues" - Tina Turner — Tina Turns the Country On! - Shirley Brown — "Woman to Woman" - Thelma Houston — "You've Been Doing Wrong for So Long" |       |
| 1976 | Natalie Cole      | "This Will Be"                                | - Gloria Gaynor — "Never Can Say Goodbye" - Gwen McCrae — "Rockin' Chair" - Shirley & Company — "Shame, Shame, Shame" - Esther Phillips — "What a Diff'rence a Day Makes" |       |
| 1977 | Natalie Cole      | "Sophisticated Lady (She's a Different Lady)" | - Melba Moore — "Lean On Me" - Diana Ross — "Love Hangover" - Dorothy Moore — "Misty Blue" - Aretha Franklin — "Something He Can Feel" |       |
| 1978 | Thelma Houston    | "Don't Leave Me This Way"                     | - Aretha Franklin — "Break It to Me Gently" - Dorothy Moore — "I Believe You" - Natalie Cole — "I've Got Love on My Mind" - Diana Ross — "Your Love Is So Good For Me" |       |
| 1979 | Donna Summer      | "Last Dance"                                  | - Alicia Bridges — "I Love the Nightlife" - Chaka Khan — "I'm Every Woman" - Natalie Cole — "Our Love" - Aretha Franklin — Almighty Fire |       |
| 1980 | Dionne Warwick    | "Deja Vu"                                     | - Natalie Cole — I Love You So - Minnie Riperton — Minnie - Amii Stewart — "Knock on Wood" - Donna Summer — "Dim All the Lights" - Anita Ward — "Ring My Bell" |       |
| 1981 | Stephanie Mills   | "Never Knew Love Like This Before"            | - Roberta Flack — Roberta Flack Featuring Donny Hathaway - Aretha Franklin — "I Can't Turn You Loose" - Minnie Riperton — Love Lives Forever - Diana Ross — "Upside Down" |       |
| 1982 | Aretha Franklin   | "Hold On! I'm Comin'"                         | - Patti Austin — "Razzamatazz" - Chaka Khan — What Cha' Gonna Do for Me - Teena Marie — It Must Be Magic - Stephanie Mills — Stephanie |       |
| 1983 | Jennifer Holliday | "And I Am Telling You I'm Not Going"          | - Aretha Franklin — "Jump To It" - Diana Ross — "Muscles" - Patrice Rushen — "Forget Me Nots" - Donna Summer — "Love Is in Control (Finger on the Trigger)" - Deniece Williams — "It's Gonna Take a Miracle"                                                                            |       |
| 1984 | Chaka Khan        | Chaka Khan                                    | - Aretha Franklin — Get It Right - Jennifer Holliday — Feel My Soul - Patti LaBelle — "The Best Is Yet to Come" - Stephanie Mills — Merciless - Deniece Williams — I'm So Proud |       |
| 1985 | Chaka Khan        | "I Feel for You"                              | - Patti Austin — Patti Austin - Shannon — "Let the Music Play" - Tina Turner — "Let's Stay Together" - Deniece Williams — "Let's Hear It for the Boy" |       |
| 1986 | Aretha Franklin   | "Freeway of Love"                             | - Whitney Houston — "You Give Good Love" - Chaka Khan — I Feel for You - Patti LaBelle — "New Attitude" - Teena Marie — "Lovergirl" |       |
| 1987 | Anita Baker       | Rapture                                       | - Aretha Franklin — "Jumpin' Jack Flash" - Janet Jackson — Control - Chaka Khan — Destiny - Patti LaBelle — Winner in You |       |
| 1988 | Aretha Franklin   | Aretha                                        | - Natalie Cole — Everlasting - Whitney Houston — "For the Love of You" - Jody Watley — "Looking for a New Love" - Nancy Wilson — Forbidden Lover |       |
| 1989 | Anita Baker       | "Giving You the Best That I Got"              | - Taylor Dayne — "I'll Always Love You" - Pebbles — "Girlfriend" - Karyn White — "The Way You Love Me" - Vanessa Williams — "The Right Stuff" |       |
| 1990 | Anita Baker       | Giving You the Best That I Got                | - Natalie Cole — Good to Be Back - Aretha Franklin — Through the Storm - Janet Jackson — "Miss You Much" - Vanessa Williams — "Dreamin'" |       |
| 1991 | Anita Baker       | Compositions                                  | - Regina Belle — "Make It Like It Was" - Janet Jackson — "Alright" - Patti LaBelle — "I Can't Complain" - Pebbles — "Giving You the Benefit" |       |
| 1993 | Chaka Khan        | The Woman I Am                                | - Oleta Adams — "Don't Let the Sun Go Down on Me" - Whitney Houston — "I Belong to You" - Shanice — "I Love Your Smile" - Vanessa Williams — "The Comfort Zone" |       |
| 1994 | Toni Braxton      | "Another Sad Love Song"                       | - Aretha Franklin — "Someday We'll All Be Free" - Whitney Houston — "I'm Every Woman" - Janet Jackson — "That's the Way Love Goes" - Patti LaBelle — "All Right Now" |       |
| 1995 | Toni Braxton      | "Breathe Again"                               | - Anita Baker — "Body And Soul" - Aretha Franklin — "A Deeper Love" - Gladys Knight — "I Don't Want to Know" - Meshell Ndegeocello — "If That's Your Boyfriend (He Wasn't Last Night)"                                                                                                  |       |
| 1996 | Anita Baker       | "I Apologize"                                 | - Brandy — "Baby" - Toni Braxton — "I Belong To You" - Mariah Carey — "Always Be My Baby" - Vanessa Williams — "The Way That You Love" |       |
| 1997 | Toni Braxton      | "You're Makin' Me High"                       | - Brandy — "Sittin' Up in My Room" - Mary J. Blige — "Not Gon' Cry" - Tamia — "You Put a Move on My Heart" - Whitney Houston — "Exhale" |       |
| 1998 | Erykah Badu       | "On & On"                                     | - Chaka Khan — "Summertime" - Mariah Carey — "Honey" - Patti LaBelle — "When You Talk About Love" - Whitney Houston — "I Believe in You and Me" |       |
| 1999 | Lauryn Hill       | "Doo Wop (That Thing)"                        | - Aaliyah — "Are You That Somebody?" - Aretha Franklin — "A Rose Is Still a Rose" - Erykah Badu — "Tyrone" - Janet Jackson — "I Get Lonely" |       |
| 2000 | Whitney Houston   | "It's Not Right but It's Okay"                | - Brandy — "Almost Doesn't Count" - Mary J. Blige — "All That I Can Say" - Faith Evans — "Love Like This" - Macy Gray — "Do Something" |       |
| 2001 | Toni Braxton      | "He Wasn't Man Enough"                        | - Aaliyah — "Try Again" - Erykah Badu — "Bag Lady" - Kelly Price — "As We Lay" - Jill Scott — "Gettin' in the Way" |       |
| 2002 | Alicia Keys       | "Fallin'"                                     | - India.Arie — "Video" - Mary J. Blige — "Family Affair" - Blu Cantrell — "it 'em Up Style (Oops!)" - Jill Scott — "A Long Walk" - Aaliyah — "Rock the Boat" |       |
| 2003 | Mary J. Blige     | "He Think I Don't Know"                       | - Aaliyah — "More Than a Womann" - Ashanti — "Foolish" - Eartha — "I'm Still Standing" - Jill Scott — "He Loves Me (Lyzel in E Flat)" |       |
| 2004 | Beyoncé           | "Dangerously in Love 2"                       | - Erykah Badu — "Back in the Day" - Ashanti — "Rain on Me" - Mary J. Blige — "Ooh!" - Heather Headley — "I Wish I Wasn't" |       |
| 2005 | Alicia Keys       | "If I Ain't Got You"                          | - Teena Marie — "I'm Still in Love" - Jill Scott — "Whatever" - Angie Stone — "U-Haul" - Janet Jackson — "I Want You" |       |
| 2006 | Mariah Carey      | "We Belong Together"                          | - Fantasia — "Free Yourself" - Alicia Keys — "Unbreakable" - Beyoncé — "Wishing on a Star" - Amerie — "1 Thing" |       |
| 2007 | Mary J. Blige     | "Be Without You"                              | - India.Arie — "I Am Not My Hair" - Natalie Cole — "Day Dreaming" - Beyoncé — "Ring the Alarm" - Mariah Carey — "Don't Forget About Us" |       |
| 2008 | Alicia Keys       | "No One"                                      | - Chrisette Michele — "If I Have My Way" - Mary J. Blige — "Just Fine" - Jill Scott — "Hate On Me" - Fantasia — "When I See U" |       |
| 2009 | Alicia Keys       | "Superwoman"                                  | - Beyoncé — "Me, Myself and I (Live)" - Keyshia Cole — "Heaven Sent" - Jennifer Hudson — "Spotlight" - Jazmine Sullivan — "Need U Bad" |       |
| 2010 | Beyoncé           | "Single Ladies (Put A Ring On It)"            | - Melanie Fiona — "It Kills Me" - Lalah Hathaway — "That Was Then" - Ledisi — "Goin' Thru Changes" - Jazmine Sullivan — "Lions, Tigers and Bears" |       |
| 2011 | Fantasia          | "Bittersweet"                                 | - Faith Evans — "Gone Already" - Monica — "Everything to Me" - Kelly Price — "Tired" - Jazmine Sullivan — "Holding You Down (Goin' in Circles)" | [ 3 ] |

## Honradas
- Maiores vencedoras

| Lista   | 1st             | 2nd         | 3rd                       | 4th        | 5th                                  |
| ------- | --------------- | ----------- | ------------------------- | ---------- | ------------------------------------ |
| Artista | Aretha Franklin | Anita Baker | Toni Braxton, Alicia Keys | Chaka Khan | Mary J. Blige, Beyoncé, Natalie Cole |
| Total   | 11              | 5           | 4                         | 3          | 2                                    |

- Maiores Indicadas

| Lista   | 1st             | 2nd        | 3rd                                                      | 4th                                     | 5th                                                                     |
| ------- | --------------- | ---------- | -------------------------------------------------------- | --------------------------------------- | ----------------------------------------------------------------------- |
| Artista | Aretha Franklin | Chaka Khan | Whitney Houston Patti LaBelle Mary J. Blige Natalie Cole | Janet Jackson Anita Baker Patti LaBelle | Beyoncé Alicia Keys Jill Scott Toni Braxton Vanessa Williams Diana Ross |
| Total   | 23              | 8          | 7                                                        | 6                                       | 5                                                                       |

- Maiores indicadas sem ganhar o prêmio

| Lista   | 1st           | 2nd                                       | 3rd                                |
| ------- | ------------- | ----------------------------------------- | ---------------------------------- |
| Artista | Janet Jackson | Jill Scott Diana Ross Vanessa L. Williams | Aaliyah Esther Phillips Etta James |
| Total   | 6             | 5                                         | 4                                  |

## Ligações Externas
- «Página oficial» (em inglês)